# Pýrgos
Pour l’article homonyme, voir Pýrgos (Limassol).
Pýrgos, en grec moderne : Πύργος, est un village du dème de Réthymnon, en Crète, en Grèce. Selon le recensement de 2011, la population de Pýrgos compte 137 habitants. Le village est situé à une altitude de 10 m et à 16 km de Réthymnon.